# Ág (heraldika)
Az ág a címerképek közé tartozó heraldikai jelkép.

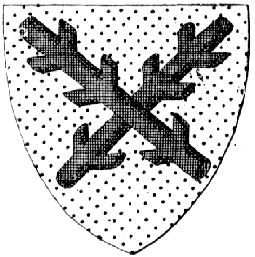
Két ágcsonk harántkeresztesen, a cseh Hronovec nemzetség címere

Névváltozatok: villás gally (Thallóczy), fatörzs, száraz gally (Forgon), íz, növény, illetve gally (Nagy Iván).
„Ág 1. (ramus) leveles ág, zöld ág; 2. két águ: bifurcus, bifidulus, sok águ: multifidus, három águ: tridens, négy águ:
szironyos jó korbácsok (Czegl. Junk. 77.), 3. radius; strahl: A nap ágak nélkül nincs, 4. pars, caput fluminis: Ágduna, 5.
a heuelsegnek agayban.” (M. nyelvtört. I. 18-19. l.)

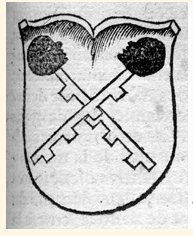
Moldva vagy Bosznia címere Sebastian Münsternél (1552)

de: Ast, la: ramus

Rövidítések:

## Az ág változatai
Gyakori változataként az ágcsonk rendkívül elterjedt a német és holland heraldikában. Gyakori Csehországban is, ahol például a Palacký által Hronovecnek nevezett nemzetség Ronovic családja arany mezőben fekete ágcsonkot használt hat csonkkal. Ez az ónémet Ronn 'ágcsonk', illetve a cseh ostrev szóra utal. Az ugyanebből a nemzetségből származó Míčan z Klinštejna család ötcsonkos ágat használt.
A címerekben leggyakoribb formája a két, harántkeresztes helyzetű ág. Ezek rendszerint stilizáltak, ezért nehezen dönthető el, hogy mesteralaknak vagy címerképnek tekintendők-e. Stilizált változata osztóvonal-típussá fejlődött.
Névváltozatok: befürészelt botok (pálczák) ,
de: Ast, cs: ostrve

Rövidítések:
Egyes vélemények szerint a csonkolt ág eredetileg a várostromnál használt egyszerű létra volt. A keresztbe tett, befűrészelt botokat egyesek Bosznia, mások Moldva címerének tartották.
A címertanban valódi, többé-kevésbé természetesen ábrázolt és stilizált faágak is vannak. Két hárslevéllel ellátott, levágott faág van például a Lorántffy és a több más, ugyancsak a Rátót nemzetségből származó család címerében.

### Ágas
Az ágas- az osztóvonallal megrajzolt mesteralakok egyik fajtája. Van például ágaspólya (de: Astbalken), azaz stilizált ágas osztású pólya. Ugyanilyen az ágas cölöp (de: Astpfahl). Az ágas kereszt (de: Astkreuz, Knorrenkreuz) vagy ágas vonallal megrajzolt kereszt, vagy olyan kereszt (ágkereszt), amelynek szárai két csonkolt ágból állnak. Ez érvényes az ágas András-keresztre (de: Astschragen), illetve az ág-Andráskeresztre (de: Astschragen, Burgundkreuz) is.

## Az ág szimbolikája
Az ősi ábrázolásokon az életfát jelképező, mágikus erejű leveles ágat — a leggyakrabban almaágat — nőalak tartja a kezében. Az olimpiai játékok első évtizedeiben a bajnokok nem koszorút kaptak, hanem almaágat, mint a szent királyok. Ez a halhatatlanság jelképe volt, az ág letörése pedig a halálra utal.

## Egyéb ágak
Ágnak nevezik a korona nyúlványait, a heraldikai Nap sugarait, a korbács, a folyó ágait stb.